# Altenbergturm
Der Altenbergturm ist ein Aussichtsturm östlich von Hohenberg, einem Ortsteil der Gemeinde Sulzbach-Laufen im baden-württembergischen Landkreis Schwäbisch Hall. Der im Sommer 2007 erstellte und 42,5 m hohe Turm steht auf dem Altenberg, der mit 564,7 m ü. NHN höchsten Erhebung des Landkreises. Der Berg gehört dem unmittelbar im Süden der Limpurger Berge anschließenden Unterraum Sulzbacher Wald des Naturraums Schwäbisch-Fränkische Waldberge an und überragt seine unmittelbare Umgebung um etwa 60 m. Der Entwurf dieses wegen seiner besonderen Form und Bauweise auffälligen Turms stammt von Andreas Moll.

## Baubeschreibung

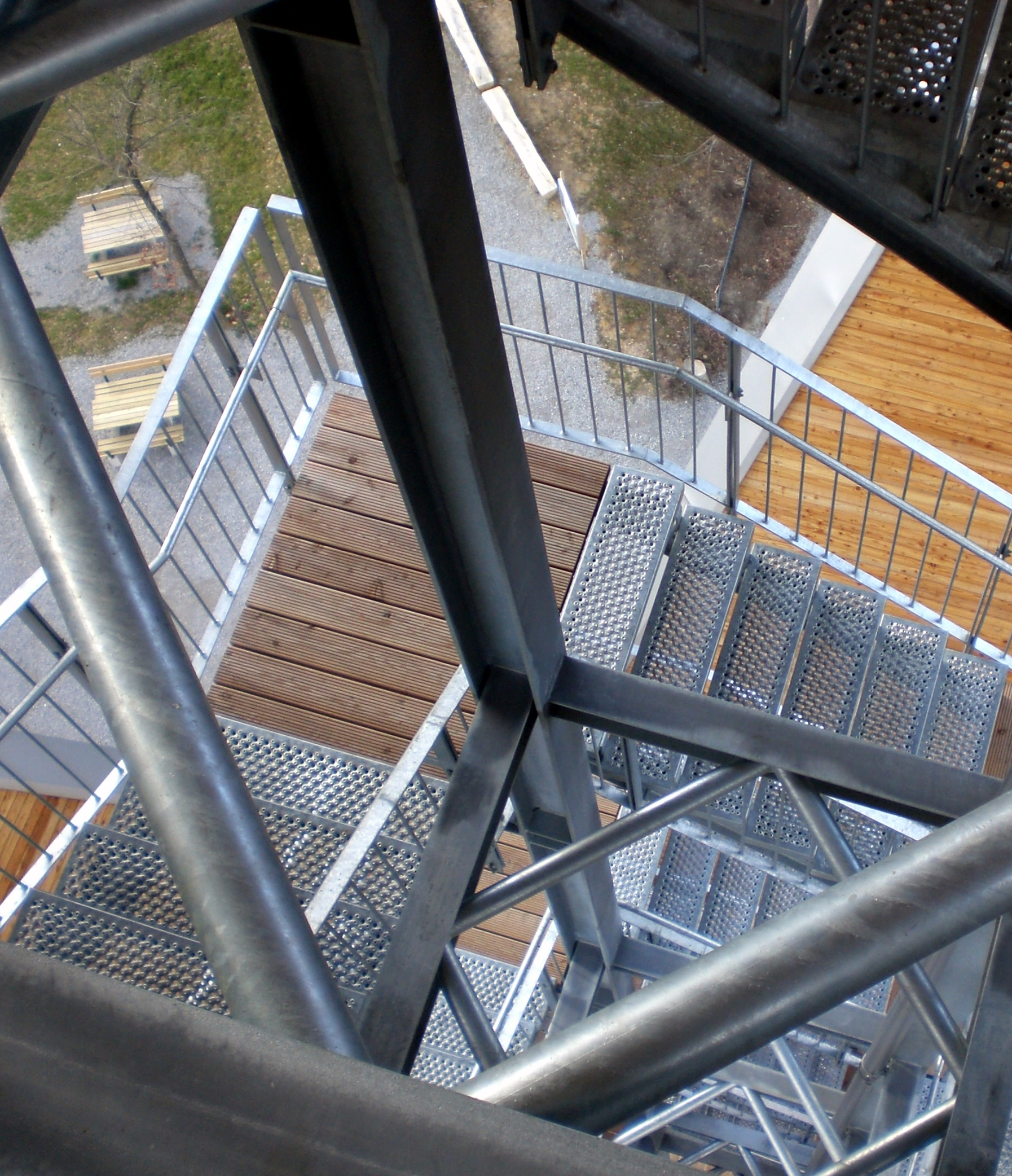
Blick ins Treppenhaus hinab

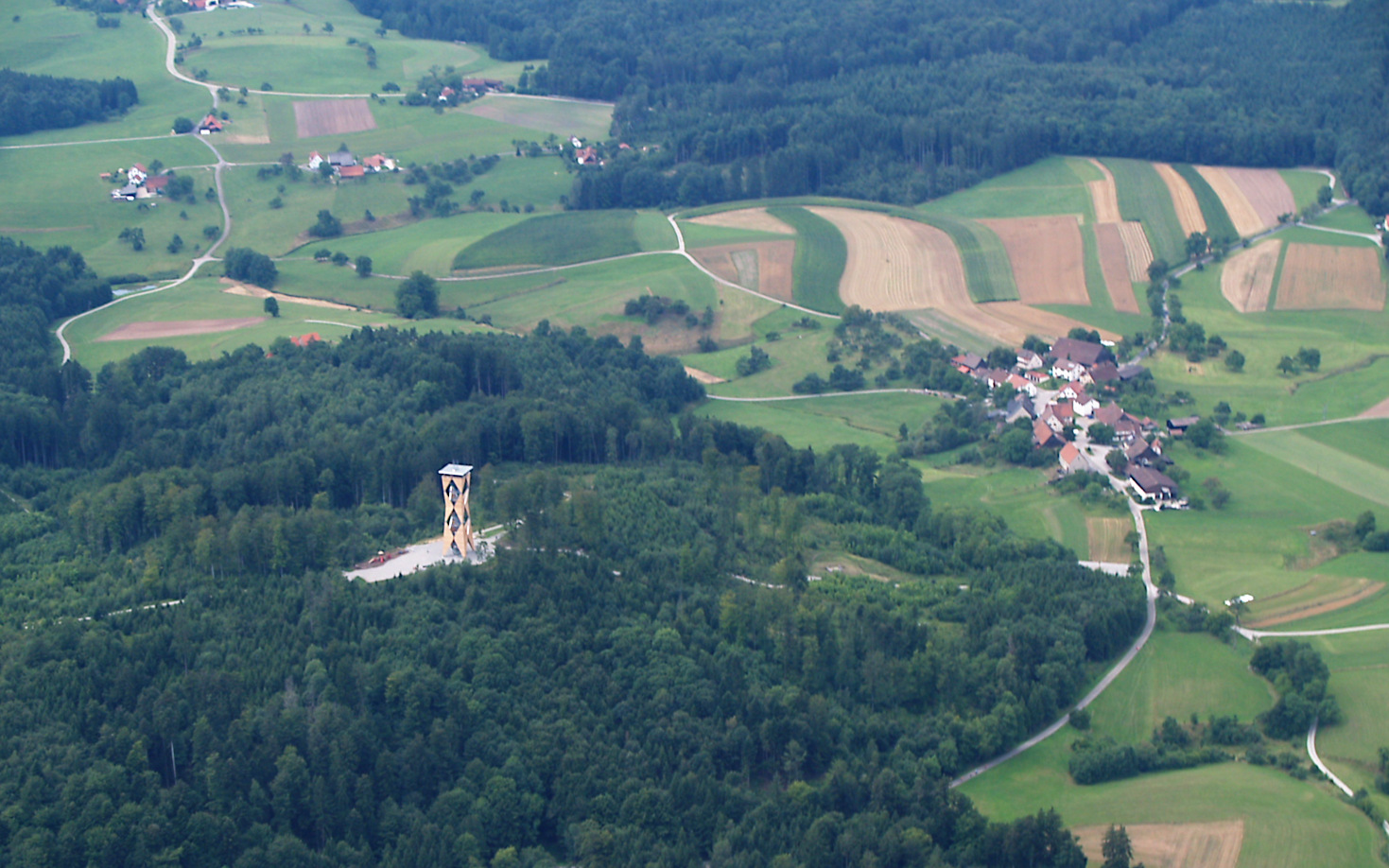
Luftbild des Turmes von Osten. Rechts das Dorf Hohenberg

Die überdachte Aussichtsplattform des Turmes befindet sich 35,18 m über Boden und auf etwa 600 m Höhe über Meer. Der Turm besteht im Wesentlichen aus drei einzeln vormontierten Sektionen und dem Dach. Die Plattform ist Teil der oberen der aufeinander montierten tragenden Sektionen. Die beiden unteren Sektionen ähneln sich in ihrem Aussehen: Kanten als vertikal geknickte schlanke Rauten. Das Aussehen der dritten Sektion wird nur von  Dreiecken bestimmt. Die Seitenlänge des quadratischen Turmgrundrisses beträgt etwa 10 Meter und die der quadratischen Plattform etwa 8,6 Meter. In der zweiten Sektion von unten ist der Turm auf ein Quadrat mit einer Seitenlänge von etwa 6,6 Meter tailliert (der Bauzeichnung entnommene Außenmaße).
Alle verwendeten Balken bestehen aus Brettschichtholz. Die in der Zimmerei vorgefertigten Teile sind außer der Plattform und dem Dach dreieckig. An jeder deren drei Ecken sind Verbindungselemente aus Stahl angebracht. Je drei (oben nur zwei) dieser Teile wurden vor Ort zu je einem Eckelement zusammengeschraubt. Die Eckpfosten bestehen somit aus je zwei parallel aneinander liegenden, miteinander verschraubten Balken. Die je vier Eckelemente einer Sektion wurden in stehender Lage zusammengebaut, wobei sie an den freien Ecken der Wand-Dreiecke miteinander verbunden wurden. An der jeweiligen Stoßstelle wurde später auch der innen stehende Treppenturm angeschraubt. Der Treppenturm wird „vom kräftigen Holzkäfig“ gegen Kippen „festgehalten“. Die beiden oberen Sektionen (die dritte inkl. der Plattform) wurden nacheinander mittels Kran gehoben, aufeinandergesetzt und an den oberen und unteren Enden zusammengeschraubt (die unteren Enden der unteren Sektion wurden im Boden einbetoniert).
Das zu einem Eckelement der beiden unteren Sektionen gehörende dritte Dreieck befindet sich nicht in einer Seitenfläche des Turmes, sondern ist zwischen zwei benachbarten Dreieck-Stoßstellen und dem oberen Ende der Elementkante aufgespannt. Es ist wie die in den Seiten liegenden Dreiecke mit auf senkrechte Sparren (“Schiftersparren”) genagelten Holzlamellen bedeckt und bildet ein nach innen geneigtes kleines spitzes Dach, das dem „Bauteile-Schutz“ dient. Die Eck-Konstruktion wird von ihm in ihrem Oberteil zu einer dreiseitigen Pyramide vervollständigt.
Zwischen den Pyramiden sind die Turmseiten offen. Die Eckbalken in der zweiten Sektion wurden leicht geknickt ausgeführt, wodurch der Turm eine Taille bekam. Diese ungewöhnliche Konstruktion macht den Turm zu einem einzigartigen Blickfang.
Das in Turmmitte errichtete, offene Treppenhaus ist aus feuerverzinktem Stahl gefertigt. Um vier tragende Stützen herum sind die Teiltreppen und Zwischenpodeste befestigt. Das Stützen-Quadrat mit etwa 1,9 Meter Seitenlänge (außen) ist zum hölzernen Turmkörper um 45 Grad verdreht aufgestellt. Die Gesamtzahl der Stufen beträgt 201. Sie sind zu je sechs Stück auf 33 Teiltreppen und zuoberst auf eine zu drei Stück verteilt. Zwischen zwei Teiltreppen ändert sich der Treppenlauf um jeweils 90 Grad. Dazwischen kann man auf dem kleinen Eckpodest in dessen äußerer Ecke ausruhen. Nach jeweils etwa einem Drittel gewonnener Höhe ist der Platz zum Ausruhen größer. Anstatt auf eine weitere Teiltreppe geht man hier jedes Mal über ein „Ruhepodest“ bis zur nächsten Ecke des Treppenturms und wendet sich der nächsten Teiltreppe nach einer erneuten 90-Grad-"Wende zu. Die stählernen Stützen des Treppenturms durchbrechen das Dach, das 38,3 m über Grund liegt, und enden erst etwas mehr als 4 Meter darüber.
Der Bau wurde teilweise aus Spenden finanziert. Stufen und Stahlträger tragen Namen von Spendern. Für den Aufstieg wird am Fuß der Treppe ein geringer Unterstützungsbeitrag in einen Sammelkasten erbeten, um den Unterhalt zu finanzieren (Juni 2023: Erwachsene 1,50 €, Familien 3 €).
Zu Füßen des Turmes gibt es mehrere Sitzgelegenheiten, Informationstafeln über die Geschichte und Bauart des Turmes sowie einen Kinderspielplatz.
Wegen der teiloffenen Bauweise ist auch das Innere des Turms dem Wetter ausgesetzt. Auf den kleinen spitzen Dächern im Turminneren entstehen im Winter oftmals Schneepolster, die auf die unteren Teiltreppen fallen können.

## Zugangswege
- Vom nach dem Neubau des Turms neu angelegten Besucherparkplatz (→ Lage) östlich von Hohenberg führt ein geschotterter Aufstiegspfad auf gut 300 m Länge direkt zum Turm.
- Ein 1 km langer, aber durchwegs weniger steiler Aufstieg ist vom Parkplatz (→ Lage) bei der südlich von Hohenberg gelegenen „Jausenstation Altenberg“ aus möglich.
- Daneben führen verschiedene Wege und Pfade von Osten von der Straße Hohenberg–Wegstetten, einer davon ebenfalls mit Parkplatz am Wegbeginn, sowie von Süden her aus der Abtsklinge zum Turm.

## Ausblick
Der Turm bietet Ausblick
- nach Nordwesten über die Limpurger Berge bis Waldenburg
- nach Norden über das Tal der Bühler zur Haller Ebene; die Kochertalbrücke wird jedoch teilweise von den Höhenzügen südlich von Sulzdorf verdeckt
- nach Osten auf die Ellwanger Berge bis hin zur Schönenbergkirche oberhalb von Ellwangen
- nach Südosten über die Nordwestspitze des nahen Büchelberger Grates ins Welland und auf die Ostalb bis zur Kapfenburg
- nach Süden über die nahe Frickenhofer Höhe auf den Rand der Schwäbischen Alb vom nördlichen Vorsprung des Härtsfeldes bei Oberalfingen im Osten über den Albuch im Südosten bis zu den Drei Kaiserbergen bei Schwäbisch Gmünd im Südwesten
- nach Westen ins Tal der Rot bei Fichtenberg und dahinter bis zu den Türmen auf der Hohen Brach und auf dem Steinknickle im Mainhardter Wald.

Die Taleinschnitte von Eisbach und Irsbach im Nordwesten und Norden, Bühler im Osten, Blinder Rot im Südosten, Kocher von Südost bis Nordwest und Fichtenberger Rot im Westen sind gut erkennbar.
Am Turm sind außerhalb des Brüstungsgeländers an allen Seiten gravierte Tafeln angebracht, welche die sichtbaren Landschaftselemente erläutern.
An der Südwestecke der Aussichtsplattform steht ein Münzfernrohr.